# Enigmatic Ocean
Enigmatic Ocean è un album in studio del musicista francese Jean-Luc Ponty, pubblicato nel 1977.

## Tracce
1. Overture – 0:47
2. The Trans-Love Express – 3:59
3. Mirage – 4:53
4. Enigmatic Ocean - Part I – 2:23
5. Enigmatic Ocean - Part II – 3:35
6. Enigmatic Ocean - Part III – 3:42
7. Enigmatic Ocean - Part IV – 2:26
8. Nostalgic Lady – 5:24
9. The Struggle of the Turtle to the Sea - Part I – 3:35
10. The Struggle of the Turtle to the Sea - Part II – 3:34
11. The Struggle of the Turtle to the Sea - Part III – 6:03